# Hedvika Slezská
Svatá Hedvika Slezská (německy Hedwig von Andechs, Hedwig von Schlesien, polsky Jadwiga Śląska, 1174, Andechs – 15. října 1243, Třebnice) byla slezská kněžna a světice. Je patronkou Slezska.

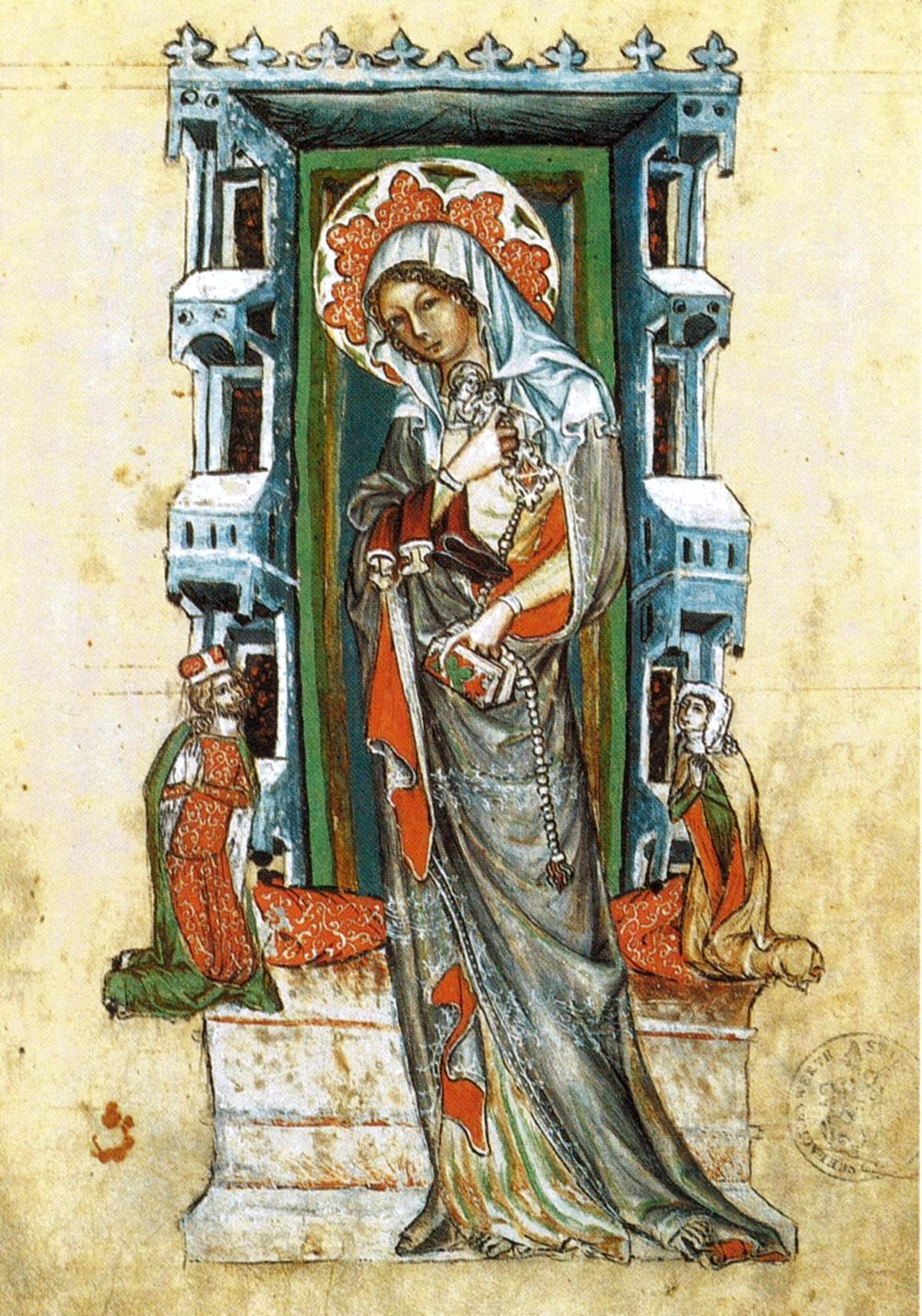
sv. Hedvika Slezská, miniatura na titulním listu Ostrovského kodexu (1353)

## Život
Narodila se v Bavorsku na hradě Andechs u Ammerského jezera, proto je dodnes v Bavorsku nazývána Hedvig z Andechsu. Byla dcerou bádenského markraběte a meranského vévody Bertolda IV., který pocházel z jihoněmeckého rodu Andechsů a Anežky z Rochlitz. Jako malé dítě ji předali na výchovu k benediktinkám v Kitzingenském klášteře. Dvanáctiletou ji otec z mocensko-politických důvodů provdal za knížete Jindřicha I. Bradatého, manželství však bylo velmi šťastné. Již ve 13 letech porodila Hedvika první dítě; po porodu sedmého dostala od muže souhlas, aby s ním dále směla žít ve zdrženlivosti. Společně s českou kněžnou Annou Přemyslovnou založila benediktinský klášter Wahlstatt na Lehnickém poli. V roce 1203 založila cisterciácký klášter v Třebnici, první ženský klášter na území Slezska.
Brzy začala být pronásledována osudem. O ruku její dcery Gertrudy se ucházel falckrabě Ota VIII. z Wittelsbachu. Římskoněmecký král Filip Švábský varoval Jindřicha a Hedviku před Otovou násilnickou povahou. Když se o tom temperamentní Ota dozvěděl, krále na sněmu v Bamberku chladnokrevně zavraždil. Za tento čin byla na něj i na jeho stoupence uvalena říšská klatba. Mezi jeho stoupenci byli Hedvičini bratři Ekbert a Jindřich. Rodový hrad Andechs byl úplně rozbořen a oba bratři odešli raději do exilu.
Sestra svaté Hedviky Gertruda Meranská se provdala za uherského krále Ondřeje II. a byla v roce 1213 zavražděna. Synové Jindřich a Konrád se zapletli do bratrovražedné války, v níž byl Konrád poražen a později zemřel po pádu z koně. Hedvičin manžel Jindřich I. Bradatý padl v roce 1238 ve vnitropolských válkách a nejmilovanější syn Jindřich II. Pobožný v boji proti Tatarům (1241).
Po synově smrti se uchýlila do třebnického kláštera. Po zbytek života se věnovala službě pro blaho svého lidu a prohloubení křesťanské víry. Zakládala nemocnice, ošetřovací ústavy a kláštery.

### Svatořečení
Svatořečil ji papež Klement IV. již 26. března 1267. Svatá Hedvika je patronkou Polska, Slezska, Berlína, diecéze a města Zhořelec, Vratislavi, Třebnice a Krakova, ostravsko-opavské diecéze, a kromě toho exulantů a snoubenců. Též bývá pro svůj původ považována za ochránkyni němectví ve Slezsku. Katedrála sv. Hedviky je arcidiecézním chrámem Berlína.
Její svátek se podle liturgického kalendáře slaví 16. října.

## Ikonografie
Její životopis zachytily kolem roku 1300 Legenda maior a Legenda minor, což vedlo k širokému rozšíření úcty a jejího vyobrazení během 14. století. K českým spolupatronkám bývá řazena od 50. let 14. století na základě ilustrované legendy, která byla sestavena a iluminována roku 1353 na dvoře císaře Karla IV. na objednávku slezského vévody Ludvíka z Lehnice a Břehu. Později se dostala prostřednictvím sbírek vévodů sasko-lauenburských do knihovny piaristického kláštera v Ostrově u Karlových Varů, po jeho zrušení do Guttmannovy sbírky ve Vídni a z ní odprodána do Muzea umění v americkém Clevelandu.
V ikonografii se Hedvika Slezská objevuje zobrazována jako kněžna s korunou na hlavě nebo jako vdaná paní s hlavou v zavinutí, vzácněji také v černém hábitu cisterciácké řeholnice. Často drží v ruce model kostela (Třebnice), někdy také sošku Panny Marie, u pasu nebo v ruce mívá růženec. Někdy se modlí před křížem, dává almužnu nebo ošetřuje nemocné. Tím se její vyobrazení neliší od její neteře sv. Alžběty Durynské. Někdy v ruce drží své boty, protože podle tradice chodila vždycky bosá. Podle legendy konala četné zázraky, z nichž se v ilustracích objevuje: Proměnění vody ve víno, Uzdravení slepého.

### Významné památky
- Hedvičina vlastní pečeť
- Ilustrovaná legenda sv. Hedviky, podle dalších rukopisů a listin vztahujících se k Hedvičinu svatořečení a dřívějšímu místu uložení se svazek nazývá Ostrovský kodex (něm. Schlackenwerther Codex), Praha 1353 (dnes Cleveland Museum of Art)
- Freska v sakristii kostela sv. Tomáše v Praze na Malé Straně, 2. pol. 14. století
- Relikviářová busta ze zlaceného stříbra, Andreas Heidecker, 1512, dóm ve Vratislavi
- Stříbrná socha, Paul Nitsch, 1590, dóm ve Vratislavi
- Oltář sv. Marie Magdalény, Klášterní kostel sv. Leopolda, Klosterneuburg
- Socha, dřevořezba, 1440, klášterní kostel voršilek, Vratislav
- Relikviář na hlavu sv. Hedviky
- Náhrobek v klášterním kostele v Třebnici (1679-1680)
- Nástěnná malba v kapitulní bazilice sv. Petra a Pavla na Vyšehradě

## Potomci
- Anežka (1190? – 11. května 1214?)
- Boleslav (1191? – 10. srpna 1206/1208)
- Jindřich II. Pobožný (1196? – 9. dubna 1241) ∞ Anna Lehnická, (1201/1204? – 23. června 1265)
- Konrád Kadeřavý (1198? – 4. září 1214)
- Žofia (1200? – 22./23. března 1214?)
- Gertruda, abatyše v Třebnici (1200? – 6./30. prosince 1262?)
- syn (Vladislav?) (25. prosince 1208? – 1214 nebo 1217?)